# 足尾駅
足尾駅（あしおえき）は、栃木県日光市足尾町掛水にあるわたらせ渓谷鐵道わたらせ渓谷線の駅である。駅番号はWK16。

## 歴史
- 1912年（大正元年）12月31日：足尾鉄道の沢入駅 - 当駅間の延伸に伴い終着駅として開業[1][3]。
- 1914年（大正3年）
  - 8月25日：当駅から足尾本山駅までの貨物線が開通し全通する[4]。
  - 11月1日：間藤駅が開業し、間藤までの旅客営業を開始する[5]。
- 1918年（大正7年）6月1日：国有鉄道足尾線の駅となる。
- 1980年（昭和55年）10月1日：荷物扱い廃止[1]。
- 1987年（昭和62年）4月1日：国鉄分割民営化に伴い、東日本旅客鉄道（JR東日本）・日本貨物鉄道（JR貨物）の駅となる[1]。
- 1989年（平成元年）
  - 3月29日：JR足尾線の第三セクター鉄道化により、わたらせ渓谷鐵道の駅となる[1]。
  - 4月1日：貨物の取り扱いを廃止。
- 2009年（平成21年）11月3日 - 駅本屋が周辺設備とともに登録有形文化財に登録される。

## 駅構造
相対式ホーム2面2線を有する地上駅。ホーム同士は構内踏切で連絡する。上り桐生方面ホーム側に木造駅舎を有するが、駅舎外からもホームへの出入りが可能となっている。
下り間藤方面ホーム側には複数の留置線があり、「トロッコわたらせ渓谷号」の留置や早朝列車の夜間滞泊に使われる。また、駅舎横の側線跡にはキハ30形・キハ35形気動車が静態保存されている。
3月下旬 - 11月は毎日、12月 - 3月上旬は日曜・祝日のみ、駅係員が朝の時間帯に常駐している（日中以降は通洞駅に移動して業務を行う）。
駅本屋やプラットホーム、保管庫などの設備が登録有形文化財に登録されている。

### のりば

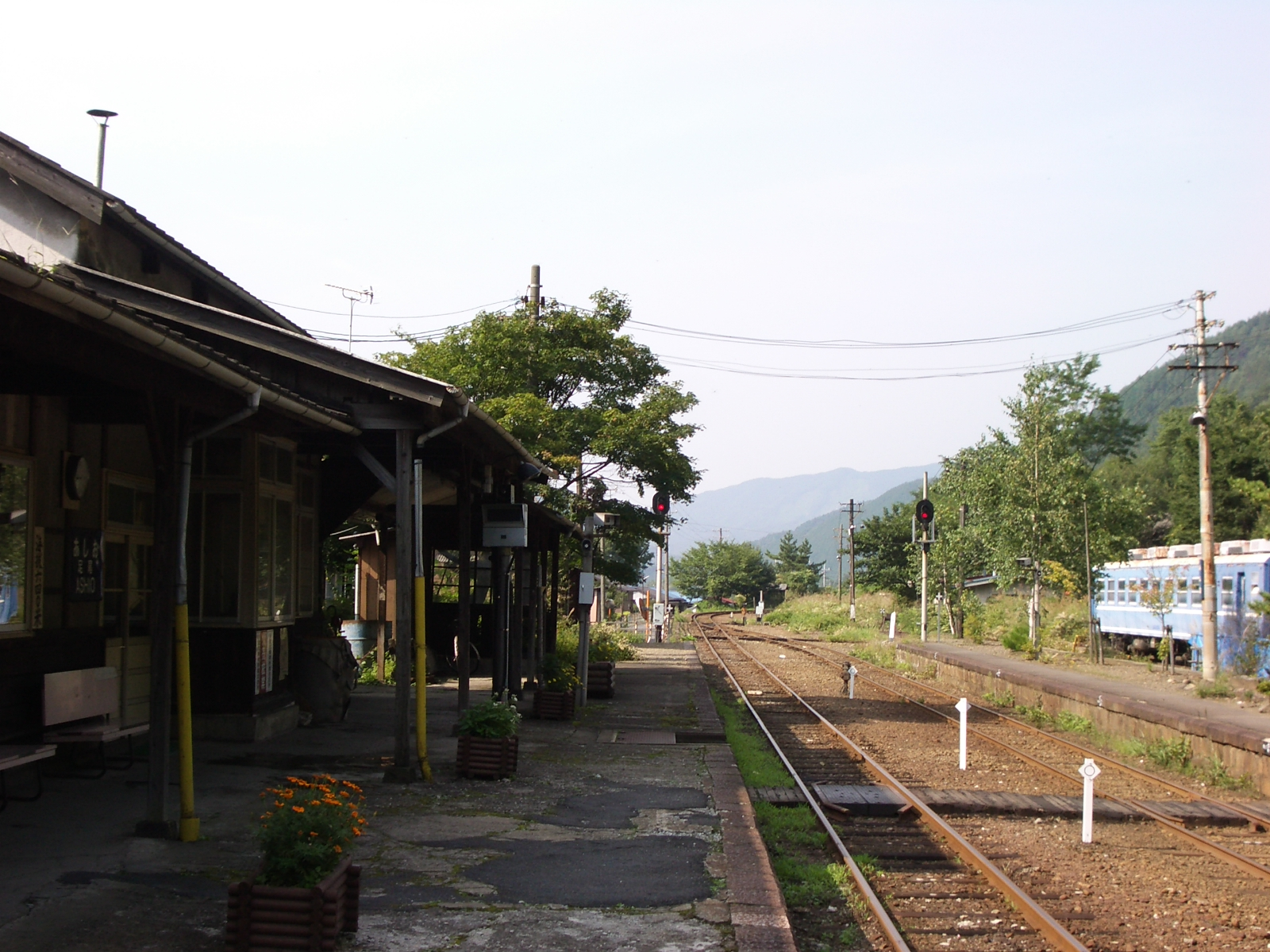
ホーム（2005年9月）

| 番線   | 路線            | 方向 | 行先             |
| ------ | --------------- | ---- | ---------------- |
| 駅舎側 | ■わたらせ渓谷線 | 上り | 大間々・桐生方面 |
| 反対側 | ■わたらせ渓谷線 | 下り | 間藤方面         |

※案内上ののりば番号は割り当てられていない。
- ホーム（2005年9月）

## 利用状況
1日の平均乗降人員は以下の通りである。
| 年度   | 1日平均人数 |
| ------ | ----------- |
| 2011年 | 49          |
| 2012年 | 59          |
| 2013年 | 48          |
| 2014年 | 53          |
| 2015年 | 50          |
| 2016年 | 48          |
| 2017年 | 63          |
| 2018年 | 57          |

## 駅周辺
旧・足尾町の中心街は隣の通洞駅のほうが近く、当駅周辺はその北端にあたる。
- 日光市立足尾中学校
- 国道122号（足尾バイパス）
- 栃木県道250号中宮祠足尾線
- 古河掛水倶楽部（古河鉱業の迎賓館）

## バス路線
栃木県道250号（旧国道122号）沿いに「足尾駅前」停留所があり、下記の各路線が発着する。JR日光駅行きの路線バスが1日4本運行されている。
| 停留所   | 運行事業者   | 系統           | 行先                             |
| -------- | ------------ | -------------- | -------------------------------- |
| 足尾駅前 | 日光市営バス | 赤倉線         | 双愛病院 ／ 赤倉・銅親水公園入口 |
| 足尾駅前 | 日光市営バス | 遠上線         | 双愛病院 ／ 遠上回転所           |
| 足尾駅前 | 日光市営バス | 足尾JR日光駅線 | 双愛病院 ／ JR日光駅前           |

## 文化財
登録有形文化財 - 2009年（平成21年）11月2日登録
- 駅本屋及び上り線プラットホーム[7][8]
- 貨物上屋及びプラットホーム[9][10]
- 下り線プラットホーム[11][12]
- 手小荷物保管庫[13][14]
- 危険品庫[15][16]

土木学会選奨土木遺産 - 2016年度（平成28年度）認定
- 駅本屋車庫[17]（わたらせ渓谷鐵道関連施設群の一部として）

## 隣の駅
わたらせ渓谷鐵道
■わたらせ渓谷線
- トロッコ列車「トロッコわたらせ渓谷号」発着駅・「トロッコわっしー号」停車駅

通洞駅（WK15） - 足尾駅（WK16） - 間藤駅（WK17）